# 神澤車站
神澤站（日语：／ Kamisawa eki */?）是位於愛知縣名古屋市綠區神澤1丁目，屬於名古屋市交通局（名古屋市營地下鐵）櫻通線的車站。車站編號為S20。

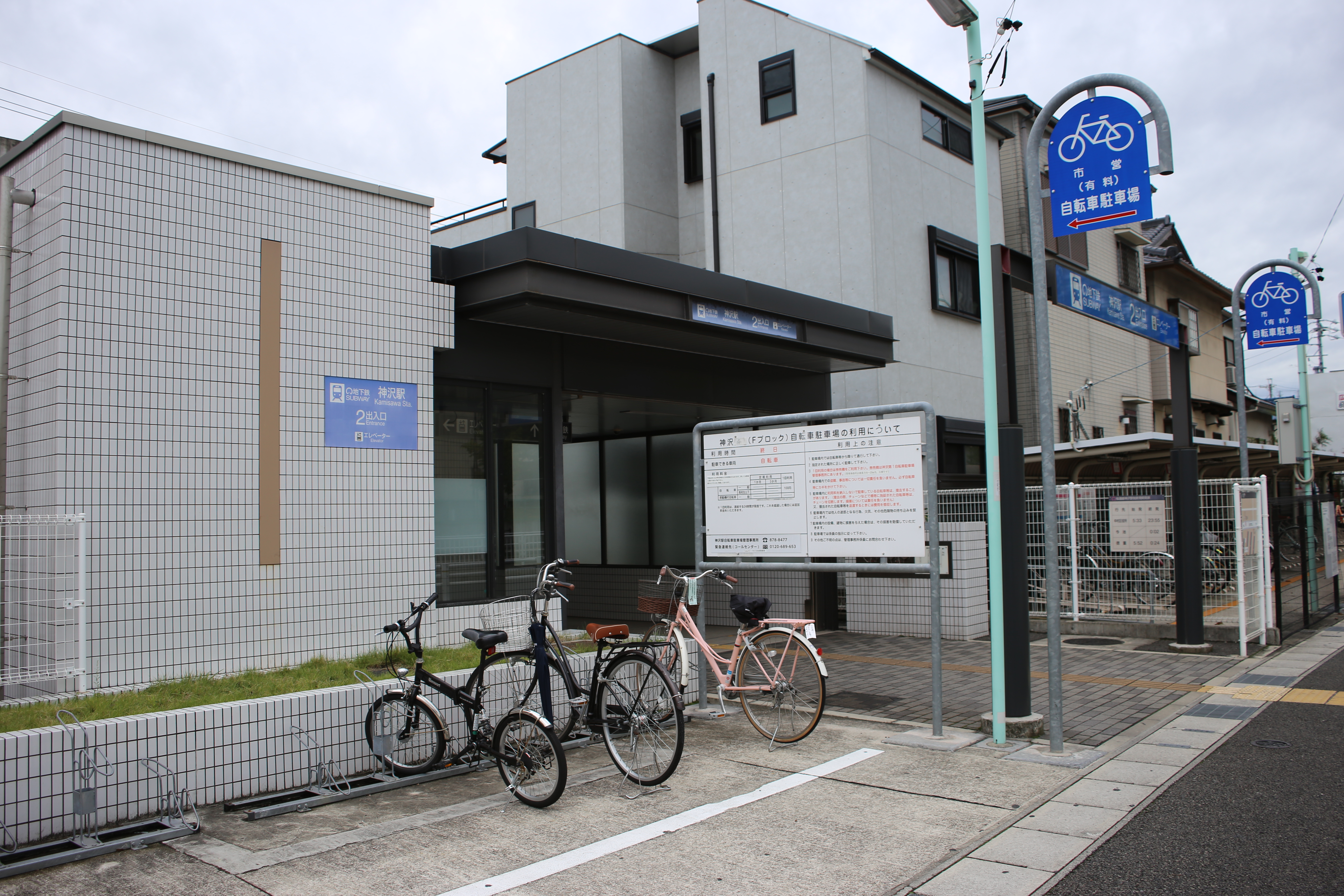
2號出入口（2017年9月）

## 車站結構

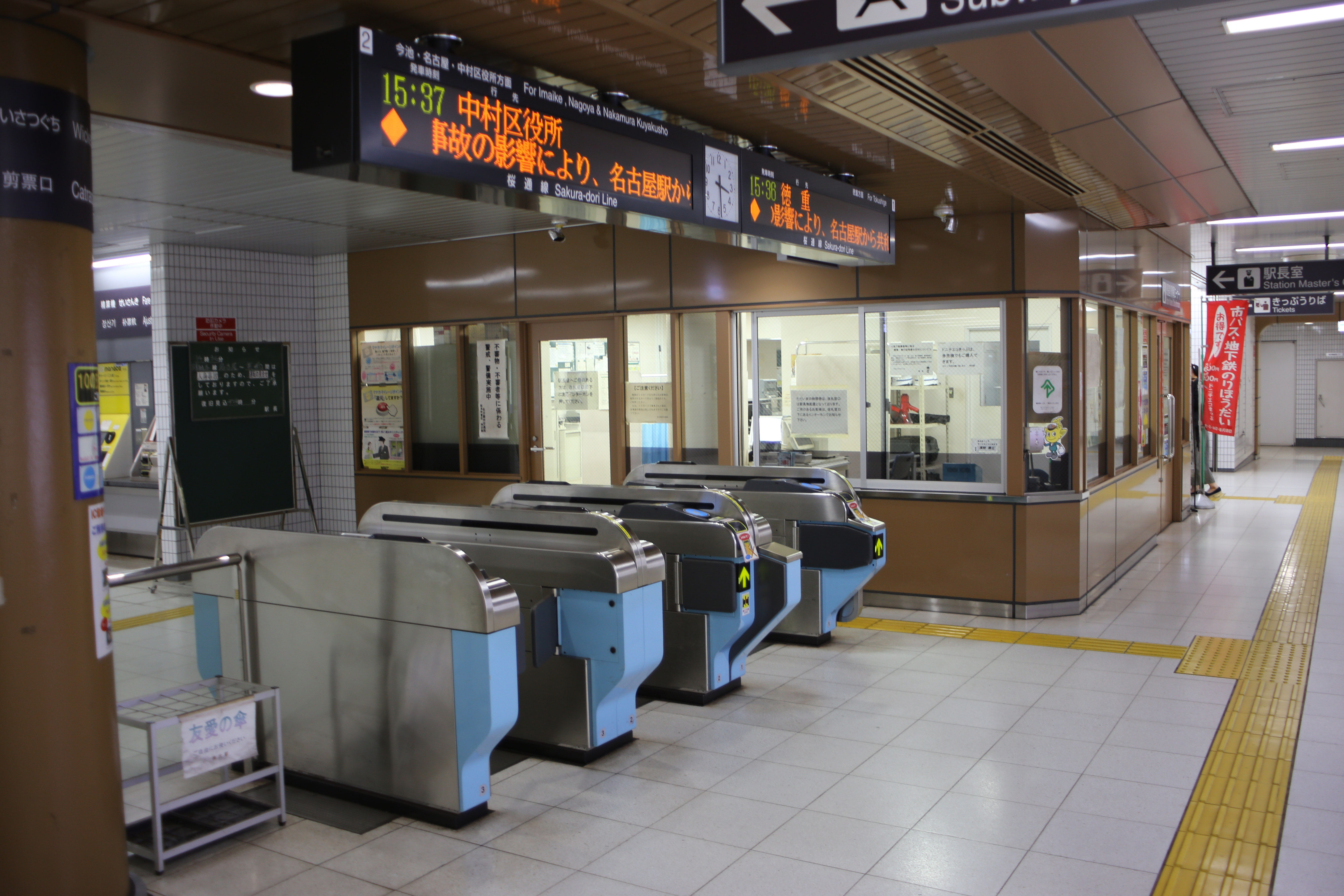
驗票口（2017年9月）

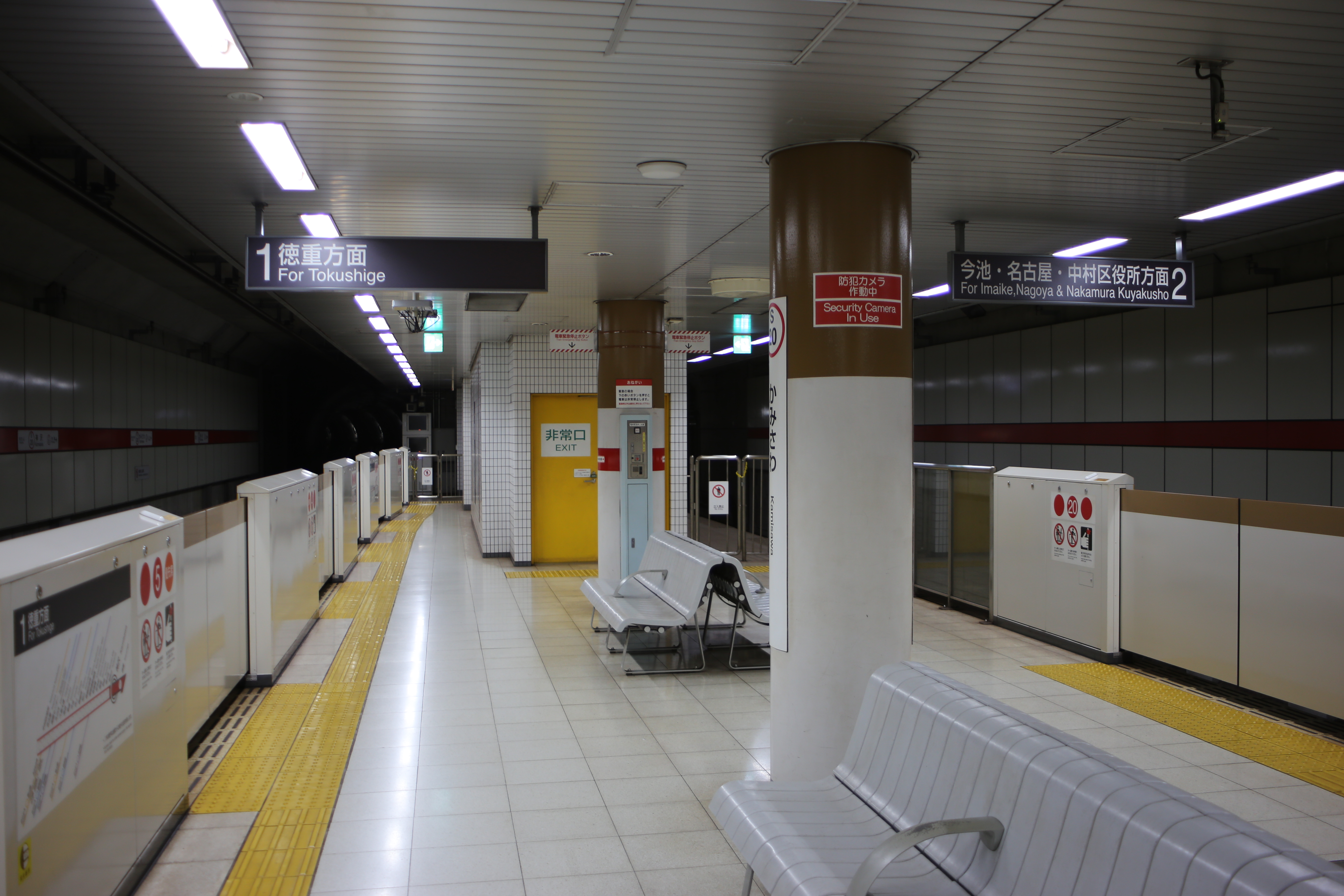
月台（2017年9月）

本站為1面2線島式月台之地下車站，並設有可動式月台門。月台長度為20公尺，車廂之編組為6輛。再者，在名古屋市營地下鐵的延伸區段中，首度將車站設有代表色，本站為淺咖啡色。

### 月台配置
| 月台 | 路線   | 目的地                   |
| ---- | ------ | ------------------------ |
| 1    | 櫻通線 | 德重方向                 |
| 2    | 櫻通線 | 今池、名古屋、太閤通方向 |

## 相鄰車站
名古屋市營地下鐵
 櫻通線
相生山（S19）－神澤（S20）－德重（S21）

## 外部連結
- 神澤 - 名古屋市交通局